# 南郷次郎
南郷 次郎（なんごう じろう、1876年（明治9年）12月21日 - 1951年（昭和26年）3月5日）は、日本の海軍軍人。最終階級は海軍少将。講道館長（第2代）

## 経歴
東京府出身。南郷茂光の長男として生まれる。学習院海軍予科を経て、1898年（明治31年）12月、海軍兵学校（26期）を卒業し、1900年（明治33年）1月、海軍少尉任官。日露戦争に第4艇隊艇長として出征し、さらに第1艇隊に属する第67号艇長として日本海海戦に参戦した。1905年（明治38年）12月、海兵幹事に就任。海軍大学校乙種学生、海軍水雷学校高等科学生として学び、1907年（明治40年）9月、「初霜」駆逐艦長となり、「鹿島」水雷長心得を経て、1908年（明治41年）9月、海軍少佐に昇進し「常磐」水雷長に就任。水雷学校教官を経て、1910年（明治43年）11月、海軍大学校（甲種8期）を卒業した。
1910年12月、「薩摩」水雷長となり、海兵教官を経て「浅間」副長として第一次世界大戦に出征した。1913年（大正2年）12月、海軍中佐に進級。1916年（大正5年）2月から東伏見宮依仁親王付武官を務め、1917年（大正6年）12月、海軍大佐に昇進。
1919年（大正8年）2月、「春日」艦長に就任し、以後、「香取」艦長、軍令部副官、軍令部出仕を歴任。1922年（大正11年）12月、海軍少将に進み佐世保防備隊司令に就任した。1923年（大正12年）12月、待命となり、1924年（大正13年）2月、予備役に編入された。
講道館の創始者である嘉納治五郎の甥である縁から、海軍退役後に講道館第2代館長を務めた。

## 栄典
位階
- 1900年（明治33年）2月20日 - 正八位[1]
- 1901年（明治34年）12月17日 - 従七位[2]
- 1903年（明治36年）12月19日 - 正七位[3]
- 1908年（明治41年）12月11日 - 従六位[4]
- 1914年（大正3年）1月30日 - 正六位[5]
- 1918年（大正7年）1月30日 - 従五位[6]
- 1922年（大正11年）12月28日 - 正五位[7]
- 1924年（大正13年）3月24日 - 従四位[8]

勲章等
- 1906年（明治39年）4月1日 - 功五級金鵄勲章・勲五等双光旭日章・明治三十七八年従軍記章[9]
- 1914年（大正3年）5月16日 - 勲四等瑞宝章[10]
- 1915年（大正4年）11月7日 - 勲三等旭日中綬章・大正三四年従軍記章[11]
- 1920年（大正9年）11月1日 - 大正三年乃至九年戦役従軍記章[12]・戦捷記章[13]
- 1921年（大正10年）7月1日 - 第一回国勢調査記念章[14]

外国勲章佩用允許
- 1919年（大正8年）1月22日
  - イギリス帝国：ロイヤル・ヴィクトリア勲章コマンダー[15]
  - イタリア王国：聖マウリッツィオ・ラザロ勲章コメンダトーレ[15]
  - ベルギー王国：王冠第三等勲章[15]
  - フランス共和国：レジオンドヌール勲章オフィシエ[15]

## 親族
- 長男 南郷茂章（海軍少佐、戦死）
- 三男 南郷茂男（陸軍中佐、戦死）
- 娘婿 矢田健二（海軍技術大佐）
- 弟 南郷三郎（日本綿花社長）・九里四郎（洋画家）
- 叔父 嘉納治五郎（母の弟）・遠藤喜太郎（海軍少将、父の弟）
- 義父 堤正誼（男爵）